# Association des compositeurs bretons
L'Association des compositeurs bretons est une association de compositeurs français d'origine bretonne active à Paris entre 1912 et 1914, organisatrice de plusieurs concerts de musique classique d'inspiration bretonne.

## Histoire
L'Association des compositeurs bretons est fondée en 1912 par huit compositeurs d'origine bretonne, Maurice Duhamel, Paul Martineau, Paul Ladmirault, Louis Vuillemin, Charles-Augustin Collin, Louis Aubert, Paul Le Flem et Guy Ropartz.  
En raison de leur nombre initial, les critiques du temps les surnomment « Les Huit », en référence au groupe des Cinq russe, ou « La Cohorte bretonne », selon l'expression de René Dumesnil. 
L'objet du collectif est « de provoquer à l'étude et à la diffusion de la musique celtique ; grouper les différents musiciens susceptibles de par leur naissance bretonne de posséder de naturelles affinités ; enrichir la musique occidentale d'éléments dérivés de la tradition celtique ».  
À ces fins, l'association organise plusieurs concerts entre 1912 et 1914. Plusieurs autres compositeurs d'inspiration « celtique » rejoignent l'association ou sont interprétés lors de ces concerts, tels Jean Huré, Swan Hennessy, Rhené-Baton, Léon Moreau, ou Alice Sauvrezis, et des partitions sont données en création lors de ces séances. Dans le journal Gil Blas est soulignée par exemple à l'issue d'un concert l'originalité du programme, « très loyalement tributaire de la Bretagne, de son âpre terre, de sa mer orageuse et du caractère si pittoresque de ses mœurs. C'est là, finalement, de fort sincère musique, réalisée dans l'art par des compositeurs bien doués et très savants ».   
L'activité de l'Association des compositeurs bretons prend fin en raison de la Première Guerre mondiale, même si plusieurs de ses membres conserveront des affinités voire se retrouveront ultérieurement au sein du mouvement artistique des Seiz Breur.